# Gustavo Larrea
Wilson Gustavo Larrea Cabrera (nacido el 3 de julio de 1956 en Quito) es un político ecuatoriano de centroizquierda. Dirigente estudiantil, estratega político, diputado del Ecuador en el año 1994-1996, en 1996-1997 fue Subsecretario Administrativo del Ministerio de Gobierno y Policía, cuando el General Frank Vargas Pazzos era el ministro. 
Fue fundador del movimiento izquierdista Alianza PAIS, donde fue su primer ministro de Gobierno y Policía en el año 2007, más tarde en el 2008 fue ministro de Seguridad Interna y Externa del Ecuador durante el primer mandato del expresidente Rafael Correa. Fue Vocero de la Coordinadora Plurinacional de las Izquierdas para las elecciones del 2013.
Actualmente es el presidente del movimiento político Democracia Sí.